# 歐銳
歐銳（1450年—？年），字時毅，四川眉州人，明朝政治人物。

## 生平
四川乡试第六十二名，成化十七年（1481年）辛丑科会试第十六名，廷试二甲十三名進士。

## 家族
曾祖歐均祥；祖[[歐斌；父歐廉，監察御史；嫡母楊氏；生母黃氏。永感下。弟歐鉦，翰林院秀才；歐釪，禮部儒士。